# 緬街線
缅街线是孟菲斯地区交通管理局电车系统的一条线路。它于 1993 年开始运营，成为自 1947 年以来在孟菲斯运营的第一条有轨电车它沿缅街运行大约2 mi（3.2 km），在孟菲斯市中心有 13 个站点。缅街线几乎全线都行驶在在滨河环线上。

## 路线说明
主街线始于巴特勒大道的主艺术区南。从这里向北行驶，经过了一些主要景点，如国家民权博物馆和比尔街。在皮博迪广场，缅街变成了一个步行街，可以让有轨电车通行。在缅街商场，该线路穿过孟菲斯市中心，经过法院广场、市政中心广场和库克会议中心。在麦迪逊大道，轨道与麦迪逊大道线相连，但两条线没有列车线路直接连接。购物中心在会议中心前面的交换街结束，有轨电车继续向北到达位于沙迪克大道的北端终点站。该站可换乘MATA的公交系统。该线路全线双线运行。

## 电车停靠站列表
主要艺术区到北端终点
| 停止               | 其他有轨电车线路 | 笔记                                                                                  |
| ------------------ | ---------------- | ------------------------------------------------------------------------------------- |
| 巴特勒站           |                  | 南主艺术区，蓝调名人堂                                                                |
| 虎铃               |                  | 南艺术区，国家民权博物馆                                                              |
| 马丁·路德·金博士站 |                  | 以前为十字路口的“菩提树” 联邦快递广场，哈罗兰中心                                     |
| 比尔街             |                  | 比尔街、猫王广场、孟菲斯摇滚灵魂博物馆、欧菲姆剧院                                    |
| 皮博迪广场         |                  | 皮博迪广场，贝尔兹博物馆                                                              |
| 联盟               |                  | 88 Union Tower, AutoZone Park, One Commerce Square                                    |
| 法庭               |                  | 法庭北（北行停靠）、法庭南（南行停靠） 法院广场、瀑布大楼、消防博物馆、雷蒙德詹姆斯塔 |
| 杰斐逊             |                  | 仅南行方向停靠 200 杰斐逊塔, 88 北主楼                                                |
| 市民中心广场       |                  | 谢尔比县法院市政厅                                                                    |
| 会议中心           |                  | 坎农中心、孟菲斯-库克会议中心                                                         |
| 奥弗顿             |                  | 夹区                                                                                  |
| 北端               |                  | 北端终点交通枢纽                                                                      |

1. ↑  Huston, Jerry. . The Commercial Appeal. April 22, 1993.
2. ↑  . Memphis Area Transit Authority.   [2012-05-23]. （原始内容存档于2013-01-03）.